# 모이치촌
모이치촌(茂市村)은 1955년까지 이와테현 시모헤이군에 존속했던 촌이다. 현재의 미야코시 모이치, 하라타이, 히키메에 해당한다.

## 연혁
- 1889년 4월 1일 - 정촌제 시행과 함께 히가시헤이군 모이치촌이 성립하였다.
- 1896년 3월 29일 - 히가시헤이군, 기타헤이군, 기타헤이군과 합병해 니시헤이군 모이치촌이 되었다.
- 1955년 2월 1일 - 가리야촌과 합병해 니사토촌이 되었다.

## 교통
- 일본국유철도
  - 야마다선
  - 오모토선

## 참고서적
- 이와테현 정촌합병지, (이와테현 총무부 지방과, 1957)